# Orden Nacional del Mérito (Francia)
La Orden Nacional del Mérito (Ordre national du Mérite, en francés) es una Orden de Estado concedida por el presidente de la República Francesa. Fue fundada el 3 de diciembre de 1963 por el presidente Charles de Gaulle. La razón de su creación fue doble: reemplazar la gran cantidad de órdenes concedidas por los ministerios y, por otro lado, poder conceder una distinción que fuese de grado inferior a la Orden Nacional de la Legión de Honor.

## Antiguas condecoraciones
Esta orden reemplaza 17 condecoraciones, que se convirtieron en órdenes en extinción:
- Orden del Mérito Social
- Orden de la Salud Pública
- Orden del Mérito Comercial
- Orden del Mérito Turístico
- Orden del Mérito de la Artesanía
- Orden del Mérito en Combate
- Orden del Mérito Comercial e Industrial
- Orden del Mérito Postal
- Orden de la Economía Nacional
- Orden del Mérito Deportivo
- Orden del Mérito Militar
- Orden del Mérito en el Trabajo
- Orden del Mérito Civil
- Orden del Mérito Saharaui
- Orden de la Estrella Negra
- Orden de la Estrella de Anjouan
- Orden Nichan el Anwar

## Condecorados

### Franceses
- Charles Aznavour: actor, compositor y cantautor
- Jacques Cousteau: oceanógrafo
- Gérard Depardieu: actor
- Charles de Gaulle: expresidente
- Thierry Lhermitte: actor y comediante
- Marcel Marceau: actor y mimo
- François Mitterrand: expresidente
- Henri Lacrambe: médico general de las fuerzas armadas de Francia, veterano de la guerra de Independencia de Argelia, caballero de la Legión de Honor.[1][2]
- Louis Wetzel: consejero comercial de Francia en la Embajada de Francia (1968-1973) Comendador de la Orden Nacional del Mérito [1987]
- Sabine Aubert: director de orquesta[3]

### Extranjeros
- Catalina de Gales: Princesa de Gales
- Aishwarya Rajya Lakshmi Devi Shah: Reina de Nepal
- Michiko: Emperariz de Japón
- Camila de Cornualles: Duquesa de Cornualles
- Juan Carlos I: Rey de España
- Sofía de Grecia: Reina de España
- Letizia Ortiz: Reina de España
- Federico X de Dinamarca: Rey de Dinamarca
- María Isabel de Dinamarca: Princesa heredera de Dinamarca
- Gyanendra de Nepal: Rey de Nepal
- Komal Rajya Lakshmi Devi Shah: Reina de Nepal
- Sonia de Noruega: Reina de Noruega
- Silvia de Suecia: Reina de Suecia
- Victoria de Suecia: Princesa heredera de Suecia
- Léopold Sédar Senghor: poeta de Senegal
- Hermenegildo Cuenca Díaz: Secretario de la Defensa Nacional de México durante el gobierno de Luis Echeverría Álvarez (1970-1976)

## Grados
La Orden tiene cinco grados, al igual que la Orden Nacional de la Legión de Honor:
- Gran-Cruz (Grand-Croix).
- Gran-Oficial (Grand-Officier).
- Comendador o Comendadora (Commandeur ou Commandeure).
- Oficial (Officier).
- Caballero o Dama (Chevalier ou Dame).

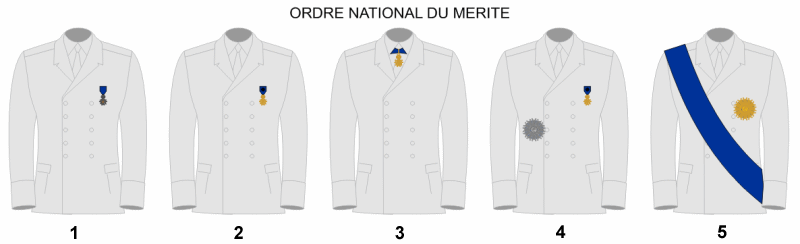
Grados de la Orden: 1. Caballero o Dama. 2. Oficial. 3. Comendador o Comendadora. 4. Gran-Oficial. 5. Gran-Cruz.

| Chevalier ou Dame | Officier | Commandeur ou Commandeure | Grand-Officier | Grand-Croix |
| ----------------- | -------- | ------------------------- | -------------- | ----------- |
|                   |          |                           |                |             |
|                   |          |                           |                |             |